# ساندرو غالي
ساندرو غالي (4 مايو 1987 بسويسرا - ) هو لاعب كرة قدم سويسري في مركز الدفاع. لعب مع نادي ثون وSR Delémont ‏.

## وصلات خارجية
- ساندرو غالي على موقع قاعدة بيانات كرة القدم.إي يو (الإنجليزية)
- ساندرو غالي على موقع عالم كرة القدم.نت (الإنجليزية)